# Eustrotia
Eustrotia är ett släkte av fjärilar som beskrevs av Jacob Hübner, 1821. Eustrotia ingår i familjen nattflyn, Noctuidae.

## Dottertaxa tillEustrotia, i alfabetisk ordning[1]
- Eustrotia accentuata Berio, 1950
- Eustrotia albibasis Hampson, 1902
- Eustrotia albifascia Walker, 1865
- Eustrotia albifissa Hampson, 1902
- Eustrotia albigutta Berio, 1959
- Eustrotia amydra Swinhoe, 1897
- Eustrotia amydrozona Hampson, 1910
- Eustrotia angulissima Gaede, 1935
- Eustrotia anita Dyar, 1912
- Eustrotia astydamia Schaus, 1894
- Eustrotia attrivitta Hampson, 1914
- Eustrotia basipleta Warren, 1913
- Eustrotia bella Bethune-Baker, 1911
- Eustrotia bernica Viette, 1957
- Eustrotia brunneicolor Hulstaert, 1924
- Eustrotia bryophilina Hampson, 1910
- Eustrotia bryophiloides Walker, 1869
- Eustrotia cataea Druce, 1889
- Eustrotia catoxantha Hampson, 1910
- Eustrotia chuza Druce, 1898
- Eustrotia citripennis Hampson, 1910
- Eustrotia concava Dyar, 1920
- Eustrotia costimacula Oberthür, 1880
  - Eustrotia costimacula japonica Warren, 1913
  - Eustrotia costimacula serica Warren, 1913
- Eustrotia culta Butler, 1879
- Eustrotia cumalinea Bethune-Baker, 1911
- Eustrotia curvibasis Draudt, 1950
- Eustrotia decissima Walker, 1865
- Eustrotia deltoidalis Dyar, 1918
- Eustrotia diascia Hampson, 1910
- Eustrotia dissociata Dyar, 1912
- Eustrotia divisa Saalmüller, 1891
- Eustrotia ectosema Hampson
- Eustrotia expatriata Hampson, 1914
- Eustrotia extranea Berio, 1937
- Eustrotia fascialis Hampson, 1894
- Eustrotia ferrimacula Hampson, 1906
- Eustrotia flavifrons Moore, 1887
  - Eustrotia flavifrons defuscata Warren, 1913
- Eustrotia foedalis Walker, 1865
- Eustrotia fuscicilia Hampson, 1891
- Eustrotia genuflexa Hampson, 1902
- Eustrotia ghanae Wiltshire, 1980
- Eustrotia girba Druce, 1889
- Eustrotia glaucosticta Schaus, 1916
- Eustrotia glycera Druce, 1889
- Eustrotia hemicycla Berio, 1959
- Eustrotia intricata Walker, 1869
- Eustrotia inveterata Dyar, 1914
- Eustrotia iranica Kotzsch, 1940
- Eustrotia labuana Swinhoe, 1904
- Eustrotia lilacina Butler
- Eustrotia longena Schaus, 1904
- Eustrotia loxosema Bethune-Baker, 1911
- Eustrotia magna Leech, 1900
- Eustrotia manga Viette, 1982
- Eustrotia marginata Moore, 1881
- Eustrotia marginata Walker, 1866
  - Eustrotia marginata inpunctata Warren, 1913
- Eustrotia marmorata Schaus, 1904
- Eustrotia matercula Saalmüller, 1880
- Eustrotia megalena Mabille, 1899
- Eustrotia melanopis Hampson, 1910
- Eustrotia melor Dyar, 1912
- Eustrotia melorista Dyar, 1912
- Eustrotia mesosecta Dyar, 1920
- Eustrotia micardoides Berio, 1954
- Eustrotia micropis Hampson, 1910
- Eustrotia minima Herrich-Schäffer, 1868
- Eustrotia mochensis Schaus
- Eustrotia nephrosticta Hampson, 1914
- Eustrotia noloides Butler, 1879
- Eustrotia nubila Berg, 1882
- Eustrotia obliqua Moore, 1882
- Eustrotia obliquilinea Schaus, 1911
- Eustrotia obliquisignata Hampson, 1918
- Eustrotia olenos Schaus, 1914
- Eustrotia olivula Guenée, 1852
- Eustrotia ora Schaus, 1913
- Eustrotia ossea Saalmüller
- Eustrotia perirrorata Hampson, 1918
- Eustrotia phaeomera Hampson, 1910
- Eustrotia plumbifusa Dyar, 1912
- Eustrotia pulmona Dyar, 1913
- Eustrotia pyrella Schaus
- Eustrotia retroversa Dyar, 1920
- Eustrotia roseoviridis Schaus, 1913
- Eustrotia rubrisignata Hampson, 1918
- Eustrotia sagitta Saalmüller, 1891
- Eustrotia schencki Strand, 1912
- Eustrotia sectirena Hampson, 1914
- Eustrotia semiannulata Warren, 1913
- Eustrotia semiglauca Dyar, 1920
- Eustrotia sugii Tanaka, 1973
- Eustrotia thionaris Schaus, 1904
- Eustrotia trigonodes Hampson, 1910
- Eustrotia trigridula Herrich-Schäffer, 1868
- Eustrotia tripartita Leech, 1900
- Eustrotia varipalpis Walker, 1865
- Eustrotia videns Berio, 1963
- Eustrotia virescens Saalmüller, 1891
- Eustrotia vittata Service, 1965
- Eustrotia wiskotti Staudinger, 1888
  - Eustrotia wiskotti angulata Bryk, 1942